# 詹森·馬斯登
詹森·馬斯登（英語：Jason Marsden，1975年1月3日—）是美國的一位演員、配音演員、導演、製作人。他出生在羅德島州普洛威頓斯，父母分別是模特和芭蕾舞者。